# Kirke Hyllinge
Kirke Hyllinge es una localidad situada en el municipio de Lejre, en la región de Selandia (Dinamarca). Tiene una población estimada, a inicios de 2024, de 2411 habitantes.